# Bisdom Huehuetenango
Het bisdom Huehuetenango (Latijn: Dioecesis Gerontopolitana) is een rooms-katholiek bisdom met als zetel Huehuetenango, in Guatemala. Het bisdom is suffragaan aan het aartsbisdom Los Altos Quetzaltenango-Totonicapán. 

## Geschiedenis
Het bisdom werd opgericht op 22 juli 1961, als de territoriale prelatuur Huehuetenango, uit delen van het bisdom San Marcos, en was suffragaan aan het aartsbisdom Guatemala. Op 23 december 1967 werd het verheven tot bisdom. Op 13 februari 1996 veranderde het van kerkprovincie en werd suffragaan aan het aartsbisdom Los Altos Quetzaltenango-Totonicapán. 

## Parochies
Het bisdom had in 2021 een oppervlakte van 7.400 km2 en telde 1.371.676 inwoners waarvan 64,0% rooms-katholiek was.

## Bisschoppen
- Hugo Mark Gerbermann (8 augustus 1961 - 22 juli 1975)
- Victor Hugo Martínez Contreras (20 september 1975 - 4 april 1987l hulpbisschop sinds 30 november 1970)
- Julio Amílcar Bethancourt Fioravanti (10 maart 1988 - 27 april 1996)
- Rodolfo Francisco Bobadilla Mata (28 september 1996 - 14 mei 2012)
- Álvaro Leonel Ramazzini Imeri (14 mei 2012 - heden; kardinaal in 2019)

## Galerij van afbeeldingen

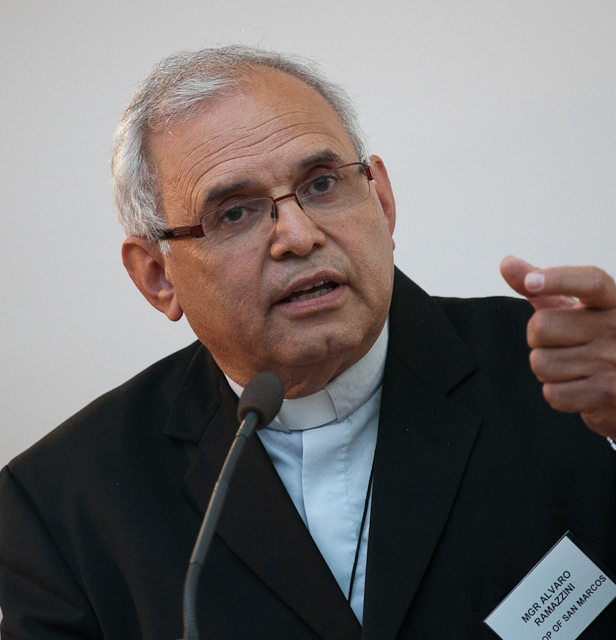
Bisschop Álvaro Leonel Ramazzini Imeri (2012-heden), kardinaal in 2019